# Mangan-Superoxid-Dismutasen

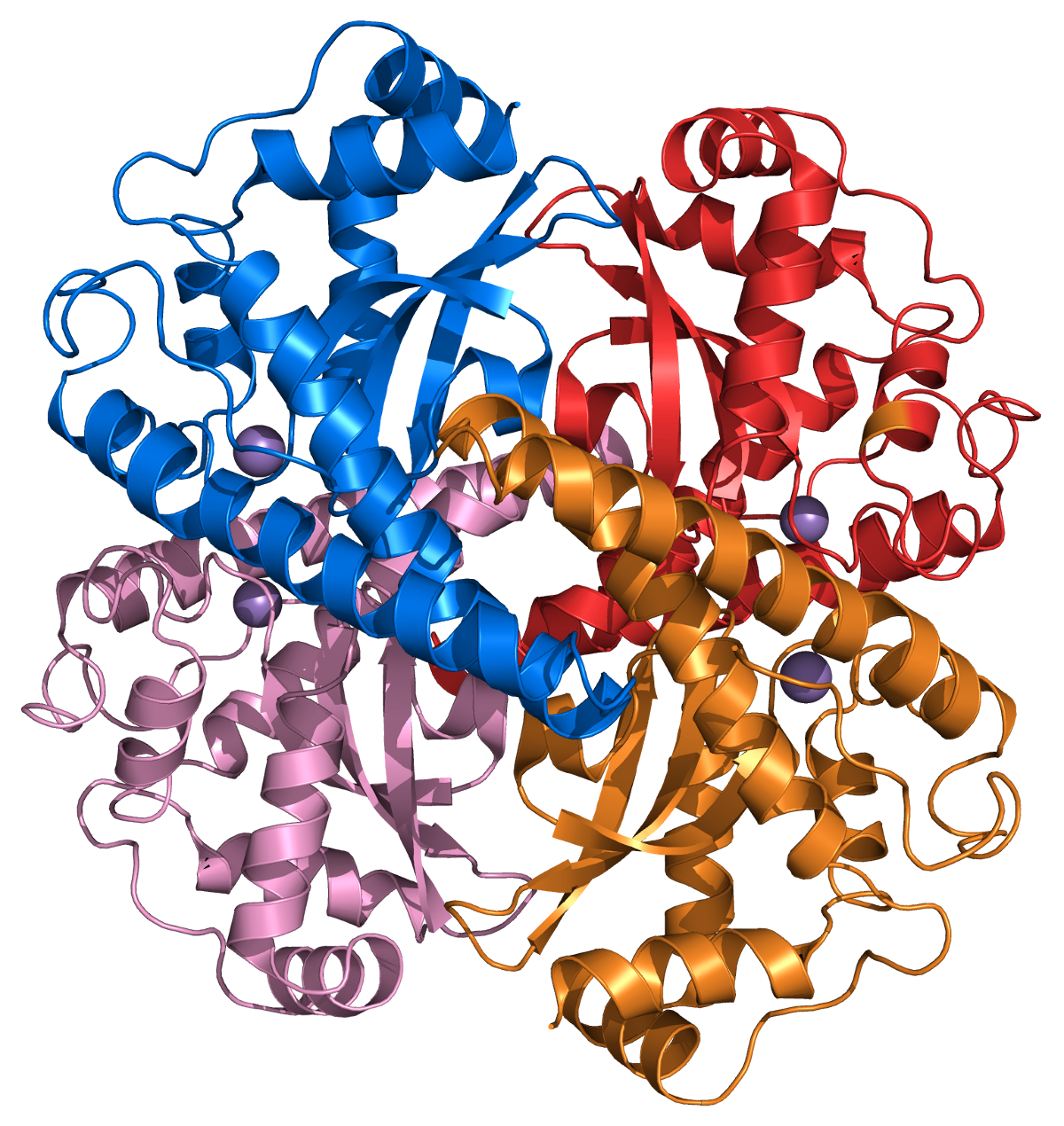
Humane tetramere Mangan-Superoxid-Dismutase 2 mit Manganionen (violette Kugeln)

Mangan-Superoxid-Dismutasen (auch Mangan/Eisen-Superoxid-Dismutasen) sind Enzyme und ein Subtyp der Superoxid-Dismutasen.

## Eigenschaften
Als Superoxid-Dismutasen sind Mangan-Superoxid-Dismutasen an der Entgiftung des Superoxid-Radikals (•O2−) beteiligt. Dabei kommt es zu einer Disproportionierung (synonym Dismutation) der Oxidationszahl der beiden Sauerstoffatome.
Mangan-Superoxid-Dismutasen binden als Cofaktoren zwei- oder dreiwertige Mangan- oder Eisenionen in ihrem aktiven Zentrum. Ein Beispiel für Mangan-Superoxid-Dismutasen ist die SOD2 in Mitochondrien.